# Шарбат Гула
Шарбат Гула е афганистанско момиче от етническата група на пущуните. Лицето ѝ става световноизвестно когато се появява на корицата на списанието National Geographic през 1985 г.
Фотографията става символ на конфликта в Афганистан през 80-те година на 20 век.
През януари 2002 г. екип на National Geographic заминава за Афганистан за да намери и узнае повече за жената от снимката. След упорито няколко месечно търсене те я откриват вече омъжена, на 30 години и с 3 дъщери. Екипът на National Geographic успява да убеди силно религиозната жена да бъде снимана отново, тъй като се е превърнала в символ на ставащото в Афганистан и е много популярна по света. Това я убеждава да свали бурката си и да застане отново пред фото обектива.